# Никола Јановић
Никола Јановић (Котор, 22. март 1980) бивши је репрезентативац СРЈ, Србије и Црне Горе, и Црне Горе у периоду од 1994 до 2016. Некадашњи капитен црногорских ватерполиста. Један од најбољих свјетских ватерполиста и освајач бројних медаља са свјетских и европских шампионата. Бивши министар спорта и младих у влади Црне Горе и садашњи посланик у Скупштини Црне Горе. Старији је брат Млађана Јановића.
Јановић је са репрезентацијом Југославије/Србије и Црне Горе освојио златне медаље на Европском првенству 2001 у Будимпешти и Свјетском првенству 2005 у Монтреалу. Са репрезентацијом Црне Горе освојио је златну медаљу на Европском првенству 2008 у Малаги, док је освојио сребро на Европским првенствима 2012 у Ајндховену и 2016 у Београду. На Свјетском првенству Јановић је освојио са Црном Гором сребрну медаљу 2013 у Барселони. Проглашен је за најбољег спортисту Црне Горе 2013 године.
Каријеру је завршио у јануару 2016, након Европског првенства. Након завршетка ватерполо каријере посветио се политици. Јановић је од раније био члан главног одбора ДПС-а, а након парламентарних избора 2016, Јановић је добио функцију министра спорта.

## Каријера
Никола Јановић је своју каријеру почео у которском Приморцу, за који је играо од 1994. до 1998. године. Затим је двије године био члан Црвене звезде. После је прешао у Бечеј, са којим је 2001. године освојио првенство и Куп Југославије.
Јановић се следеће сезоне вратио у Приморац. Као члан Приморца освојио је Куп Југославије 2003. Послије је прешао у редове највећег ривала, херцегновског Јадрана. Играјући за Јадран, Јановић је освојио двије титуле и два Купа Србије и Црне Горе. После Јадрана каријеру је у периоду 2006 — 2009 наставио у Посилипу. У Јадран се вратио 2009. и освојио двије Јадранске лиге и првенство Црне Горе.